# Дошкілля в Україні
Дошкі́лля в Украї́ні — вид освіти дітей до школи, що існує в Україні. Дошкільними навчальними закладами є дитячі садки.

## Основні напрямки
Дошкільний вік — це базовий етап фізичного, психічного та соціального становлення особистості. Забезпечення різнобічного розвитку дітей дошкільного віку відповідно до їх індивідуальних особливостей, культурних потреб спільно із батьками здійснюють 15,1 тисяч дошкільних навчальних закладів різних типів і форм власності (місто — 6,7 тисяч, село — 8,4 тисяч). У системі дошкільної освіти працює 123,9 тисяч педагогічних працівників серед яких 39 відсотків мають вищу освіту.
Наразі у дошкільних закладах виховується 1 032 тисяч дітей (місто — 840 тисяч, село — 192 тисяч), що становить 51 відсоток від загальної кількості дітей дошкільного віку (у місті — 66 відсотків, у селі — 26 відсотків).
Спеціальні форми дошкілля
Із загальної кількості закладів понад 1,6 тисяч мають спеціальні та санаторні групи для майже 70 тисяч дітей з вадами психофізичного розвитку та хронічно хворі.
Зростання та відновлення дошкілля
У 2005 році введено в дію 8 нових дошкільних навчальних закладів, зокрема у Хмельницькій (3), Чернівецькій (2), Закарпатській областях (1), місті Києві (2).
Відновили діяльність 295 дошкільних навчальних закладів, найбільше — у Житомирській (62), Полтавській, Черкаській (30), Вінницькій, Тернопільській, Кіровоградській (15) областях.
Тенденції, що впливають на дошкільну освіту
У зв'язку із змінами на ринку праці, збільшенням зайнятості у трудовому секторі жінок, відчувається гостра потреба в останні роки у забезпеченні дошкільною освітою дітей раннього віку. На тепер дитячі садки відвідує кожна шоста дитина раннього віку (до 2-х років) у країні, що зумовлює особливості матеріально-технічного, кадрового та методичного забезпечення тощо, і що вкрай рідко враховується при відкриття таких груп.

## Професійна підтримка фахівців дошкільної освіти
Підготовка кадрів для системи дошкільної освіти проходить у вищих навчальних закладах I-IV рівнів акредитації.
Однак освітня сфера зазнає постійних змін. 
На допомогу керівникам ДНЗ, методистам, вихователям і фахівцям управлінь освітою завжди приходять експерти, що створюють і продукують спеціалізовану фахову літературу.
Професійну підтримку фахівцям у сфері дошкілля активно надає тематичний напрям «МЦФЕР: Освіта» .
Ряд продуктів МЦФЕР, котрі використовують у своїй діяльності працівники дошкільної освіти:
- журнал «Практика управління дошкільним закладом [Архівовано 3 жовтня 2014 у Wayback Machine.]»
- журнал «Вихователь-методист дошкільного закладу [Архівовано 3 жовтня 2014 у Wayback Machine.]»
- журнал «Методична скарбника вихователя [Архівовано 3 жовтня 2014 у Wayback Machine.]»
- журнал «Практичний психолог: Дитячий садок [Архівовано 3 жовтня 2014 у Wayback Machine.]»
- журнал «Медична сестра дошкільного закладу [Архівовано 3 жовтня 2014 у Wayback Machine.]»
- журнал «Музичний керівник [Архівовано 3 жовтня 2014 у Wayback Machine.]»
- КОЗА-ДИСК «Шаблони документів закладу освіти [Архівовано 10 жовтня 2014 у Wayback Machine.]»
- КОЗА-ДИСК «Шаблони і розробки для вихователя-методиста [Архівовано 3 жовтня 2014 у Wayback Machine.]»
- експертно-правова система «Expertus: Дошкільний заклад [Архівовано 3 жовтня 2014 у Wayback Machine.]»

МЦФЕР: Освіта [Архівовано 20 вересня 2014 у Wayback Machine.] працює над підготовкою актуальної та достовірної інформації для українських педагогів дошкілля. Продукти напряму покликані стати для освітян помічниками у вирішенні повсякденних професійних завдань. Задля цієї мети компанія співпрацює з авторами, які є представниками галузевих міністерств, науковцями та найкращими практиками.
Також напрям сприяє підвищенню кваліфікації працівників за допомогою активного професійного спілкування під час семінарів, вебінарів [Архівовано 11 жовтня 2014 у Wayback Machine.], круглих столів, майстер-класів.
МЦФЕР:Освіта перебуває в постійному діалозі зі своїми читачами — така взаємодія дає змогу створювати актуальні та корисні матеріали для освітян.
Усі охочі можуть ставити свої запитання та отримувати відповіді на них на сторінках журналів, також спілкуватися з експертами й колегами на форумі порталу освітян України «Педрада».
Щороку МЦФЕР: Освіта проводить професійні конкурси, переможцям та дипломантам яких вручає цінні подарунки.
Крім того, тематичний напрям «МЦФЕР: Освіта» проводить майстер-класи для освітян з усіх куточків України. Із 2014 року за ініціативою тематичного напряму стартував Всеукраїнський соціальний проект «ІКТ — освітянам! [Архівовано 11 жовтня 2014 у Wayback Machine.]». Відтепер українські педагоги-«дошкільники» мають змогу навчитися користуватися інформаційно-комунікаційними технологіями на безоплатних практикумах та суттєво підвищити свою інформаційно-правову обізнаність.